# Tunézia a 2016. évi nyári olimpiai játékokon
Tunézia a brazíliai Rio de Janeiróban megrendezett 2016. évi nyári olimpiai játékok egyik részt vevő nemzete volt. Az országot az olimpián 17 sportágban 61 sportoló képviselte, akik összesen 3 érmet szereztek.

## Érmesek
| Érem  | Versenyző        | Sportág   | Versenyszám            |
| ----- | ---------------- | --------- | ---------------------- |
| Bronz | Marwa Amri       | Birkózás  | Női szabadfogás, 58 kg |
| Bronz | Oussama Oueslati | Taekwondo | Férfi váltósúly        |
| Bronz | Ínesz Búbakri    | Vívás     | Női tőr, egyéni        |

## Asztalitenisz
Női
| Versenyző    | Versenyszám | Selejtező                                     | 64-es főtábla     | 48-as főtábla     | 32-es főtábla     | Nyolcaddöntő      | Negyeddöntő       | Elődöntő          | Döntő             | Helyezés |
| Versenyző    | Versenyszám | Ellenfél Eredmény                             | Ellenfél Eredmény | Ellenfél Eredmény | Ellenfél Eredmény | Ellenfél Eredmény | Ellenfél Eredmény | Ellenfél Eredmény | Ellenfél Eredmény | Helyezés |
| ------------ | ----------- | --------------------------------------------- | ----------------- | ----------------- | ----------------- | ----------------- | ----------------- | ----------------- | ----------------- | -------- |
| Safa Saidani | Egyes       | Dina Meshref (EGY) · 10–12, 1–11, 11–13, 6–11 | kiesett           | kiesett           | kiesett           | kiesett           | kiesett           | kiesett           | kiesett           | 65.      |

## Atlétika
Férfi
| Versenyző       | Versenyszám     | Előfutam | Előfutam | Előfutam | Elődöntő | Elődöntő | Elődöntő | Döntő         | Döntő         |
| Versenyző       | Versenyszám     | Idő      | Hely.    | Össz.    | Idő      | Hely.    | Össz.    | Idő           | Helyezés      |
| --------------- | --------------- | -------- | -------- | -------- | -------- | -------- | -------- | ------------- | ------------- |
| Mohamed Sghaier | 400 m gát       | 50,09    | 5.       | 36.      | kiesett  | kiesett  | kiesett  | kiesett       | kiesett       |
| Amor Ben Yahia  | 3000 m akadály  | 8:23,12  | 4.       | 4.       |          |          |          | kizárták      | kizárták      |
| Wissem Hosni    | Maraton         |          |          |          |          |          |          | nem ért célba | nem ért célba |
| Atef Saad       | Maraton         |          |          |          |          |          |          | 2:19:50       | 62.           |
| Hassanine Sbai  | 20 km gyaloglás |          |          |          |          |          |          | 1:23:44       | 36.           |

Női
| Versenyző      | Versenyszám     | Előfutam | Előfutam | Előfutam | Döntő   | Döntő    |
| Versenyző      | Versenyszám     | Idő      | Hely.    | Össz..   | Idő     | Helyezés |
| -------------- | --------------- | -------- | -------- | -------- | ------- | -------- |
| Habíba Gríbi   | 3000 m akadály  | 9:18,71  | 3.       | 4.       | 9:28,75 | 12.      |
| Chahinez Nasri | 20 km gyaloglás |          |          |          | 1:42:57 | 60.      |

## Birkózás

### Férfi
Szabadfogású
| Versenyző        | Versenyszám | Selejtező                          | Nyolcaddöntő      | Negyeddöntő       | Elődöntő          | Vigaszág első kör | Vigaszág elődöntő | Bronz- mérkőzés   | Döntő             | Helyezés |
| Versenyző        | Versenyszám | Ellenfél Eredmény                  | Ellenfél Eredmény | Ellenfél Eredmény | Ellenfél Eredmény | Ellenfél Eredmény | Ellenfél Eredmény | Ellenfél Eredmény | Ellenfél Eredmény | Helyezés |
| ---------------- | ----------- | ---------------------------------- | ----------------- | ----------------- | ----------------- | ----------------- | ----------------- | ----------------- | ----------------- | -------- |
| Mohamed Saadaoui | 86 kg       | Alireza Karimimachiani (IRI) · 0–9 | kiesett           | kiesett           | kiesett           | kiesett           | kiesett           | kiesett           | kiesett           | 15.      |
| Radhouane Chebbi | 125 kg      | Diaaeldin Kamal Gouda (EGY) · 0–11 | kiesett           | kiesett           | kiesett           | kiesett           | kiesett           | kiesett           | kiesett           | 19.      |

### Női
Szabadfogású
| Versenyző  | Versenyszám | Selejtező         | Nyolcaddöntő                       | Negyeddöntő       | Elődöntő          | Vigaszág első kör | Vigaszág elődöntő                | Bronz- mérkőzés             | Döntő             | Helyezés |
| Versenyző  | Versenyszám | Ellenfél Eredmény | Ellenfél Eredmény                  | Ellenfél Eredmény | Ellenfél Eredmény | Ellenfél Eredmény | Ellenfél Eredmény                | Ellenfél Eredmény           | Ellenfél Eredmény | Helyezés |
| ---------- | ----------- | ----------------- | ---------------------------------- | ----------------- | ----------------- | ----------------- | -------------------------------- | --------------------------- | ----------------- | -------- |
| Marwa Amri | 58 kg       | erőnyerő          | Icsó Kaori (JPN) · 0–11            |                   |                   |                   | Elif Jale Yeşilırmak (TUR) · 3–2 | Yuliya Ratkeviç (AZE) · 6–3 |                   |          |
| Hela Riabi | 63 kg       | erőnyerő          | Anastasija Grigorjeva (LAT) · 0–10 | kiesett           | kiesett           | kiesett           | kiesett                          | kiesett                     | kiesett           | 18.      |

## Cselgáncs
Férfi
| Versenyző        | Versenyszám | 32-es főtábla                   | Nyolcaddöntő      | Negyeddöntő       | Elődöntő          | Vigaszág elődöntő | Bronz- mérkőzés   | Döntő             | Helyezés |
| Versenyző        | Versenyszám | Ellenfél Eredmény               | Ellenfél Eredmény | Ellenfél Eredmény | Ellenfél Eredmény | Ellenfél Eredmény | Ellenfél Eredmény | Ellenfél Eredmény | Helyezés |
| ---------------- | ----------- | ------------------------------- | ----------------- | ----------------- | ----------------- | ----------------- | ----------------- | ----------------- | -------- |
| Faicel Dzsaballa | Nehézsúly   | Bor Barna (HUN) · 000(1)–101(0) | kiesett           | kiesett           | kiesett           |                   |                   |                   | 17.      |

Női
| Versenyző           | Versenyszám | Selejtező                          | Nyolcaddöntő                        | Negyeddöntő                         | Elődöntő          | Vigaszág elődöntő                 | Bronz- mérkőzés   | Döntő             | Helyezés |
| Versenyző           | Versenyszám | Ellenfél Eredmény                  | Ellenfél Eredmény                   | Ellenfél Eredmény                   | Ellenfél Eredmény | Ellenfél Eredmény                 | Ellenfél Eredmény | Ellenfél Eredmény | Helyezés |
| ------------------- | ----------- | ---------------------------------- | ----------------------------------- | ----------------------------------- | ----------------- | --------------------------------- | ----------------- | ----------------- | -------- |
| Hela Ayari          | Harmatsúly  | erőnyerő                           | Érika Miranda (BRA) · 000(1)–100(1) | kiesett                             | kiesett           |                                   |                   |                   | 9.       |
| Houda Miled         | Középsúly   | Sally Conway (GBR) · 000(0)–100(0) | kiesett                             | kiesett                             | kiesett           |                                   |                   |                   | 17.      |
| Nihel Cheikh Rouhou | Nehézsúly   | erőnyerő                           | Larisa Cerić (BIH) · 000(2)-000(3)  | Émilie Andéol (FRA) · 000(2)–000(1) |                   | Kayra Sayıt (TUR) · 000(0)–100(0) | kiesett           |                   | 7.       |

## Evezés
Férfi
| Versenyző     | Versenyszám  | Előfutam | Előfutam | Vigaszág | Vigaszág | Negyeddöntő   | Negyeddöntő   | Elődöntő | Elődöntő | Elődöntő | Döntő | Döntő   | Döntő | Helyezés |
| Versenyző     | Versenyszám  | Idő      | Hely.    | Idő      | Hely.    | Idő           | Hely.         | Típus    | Idő      | Hely.    | Típus | Idő     | Hely. | Helyezés |
| ------------- | ------------ | -------- | -------- | -------- | -------- | ------------- | ------------- | -------- | -------- | -------- | ----- | ------- | ----- | -------- |
| Mohamed Taieb | Egypárevezős | 7:37,95  | 4.       | 7:27,18  | 4.       | nem jutott be | nem jutott be | E/F      | 8:02,05  | 2.       | E     | 7:53,36 | 3.    | 27.      |

Női
| Versenyző                           | Versenyszám              | Előfutam | Előfutam | Vigaszág | Vigaszág | Elődöntő | Elődöntő | Elődöntő | Döntő | Döntő   | Döntő | Helyezés |
| Versenyző                           | Versenyszám              | Idő      | Hely.    | Idő      | Hely.    | Típus    | Idő      | Hely.    | Típus | Idő     | Hely. | Helyezés |
| ----------------------------------- | ------------------------ | -------- | -------- | -------- | -------- | -------- | -------- | -------- | ----- | ------- | ----- | -------- |
| Khadija Krimi Nour El-Houda Ettaieb | Könnyűsúlyú kétpárevezős | 7:43,33  | 5.       | 8:33,49  | 6.       | C/D      | 8:29,45  | 4.       | D     | 7:56,26 | 2.    | 20.      |

## Kajak-kenu

### Gyorsasági
Férfi
| Versenyző      | Versenyszám        | Előfutam | Előfutam | Előfutam | Elődöntő | Elődöntő | Elődöntő | Döntő   | Döntő    | Döntő    | Helyezés |
| Versenyző      | Versenyszám        | Idő      | Hely.    | Össz.    | Idő      | Hely.    | Össz.    | Típus   | Idő      | Helyezés | Helyezés |
| -------------- | ------------------ | -------- | -------- | -------- | -------- | -------- | -------- | ------- | -------- | -------- | -------- |
| Mohamed Mrabet | Kajak egyes 1000 m | 3:35,084 | 6.       | 6.       | 3:43,145 | 8.       | 15.      | B       | 3:45,122 | 8.       | 16.      |
| Khaled Houcine | Kenu egyes 200 m   | 42,499   | 7.       | 20.      | kiesett  | kiesett  | kiesett  | kiesett | kiesett  | kiesett  | 23.      |

Női
| Versenyző       | Versenyszám       | Előfutam | Előfutam | Előfutam | Elődöntő | Elődöntő | Elődöntő | Döntő   | Döntő   | Döntő    | Helyezés |
| Versenyző       | Versenyszám       | Idő      | Hely.    | Össz.    | Idő      | Hely.    | Össz.    | Típus   | Idő     | Helyezés | Helyezés |
| --------------- | ----------------- | -------- | -------- | -------- | -------- | -------- | -------- | ------- | ------- | -------- | -------- |
| Afef Ben Ismail | Kajak egyes 500 m | 2:08,170 | 7.       | 26.      | kiesett  | kiesett  | kiesett  | kiesett | kiesett | kiesett  | 26.      |

## Kerékpározás

### Országúti kerékpározás
Férfi
| Versenyző   | Versenyszám   | Idő           | Helyezés      |
| ----------- | ------------- | ------------- | ------------- |
| Ali Nouisri | Mezőnyverseny | nem ért célba | nem ért célba |

## Kézilabda

### Férfi
| Tunéziai férfi kézilabdacsapat-játékoskeret                                                                                                  | Tunéziai férfi kézilabdacsapat-játékoskeret                                                                          |
| --- | --- |
| - Mohamed Ali Bhar - Amine Bannour - Oussama Boughanmi - Marouan Chouiref - Khaled Haj Youssef - Aymen Hammed - Oussama Hosni - Wael Jallouz | - Mohamed Jilani Maaref - Marouen Maggaiz - Makrem Missaoui - Issam Tej - Aymen Toumi - Sobhi Saïed - Mohamed Soussi |

#### Eredmények
Csoportkör
A csoport
| Hely. | Csapat              | M | Gy | D | V | G+  | G–  | Gk  | P | Továbbjutás |
| ----- | ------------------- | - | -- | - | - | --- | --- | --- | - | ----------- |
| 1.    | Horvátország (CRO)  | 5 | 4  | 0 | 1 | 147 | 134 | +13 | 8 | Negyeddöntő |
| 2.    | Franciaország (FRA) | 5 | 4  | 0 | 1 | 152 | 126 | +26 | 8 | Negyeddöntő |
| 3.    | Dánia (DEN)         | 5 | 3  | 0 | 2 | 136 | 127 | +9  | 6 | Negyeddöntő |
| 4.    | Katar (QAT)         | 5 | 2  | 1 | 2 | 122 | 127 | −5  | 5 | Negyeddöntő |
| 5.    | Argentína (ARG)     | 5 | 1  | 0 | 4 | 110 | 126 | −16 | 2 |             |
| 6.    | Tunézia (TUN)       | 5 | 0  | 1 | 4 | 118 | 145 | −27 | 1 |             |

1. 1 2  Hotvátország 29–28 Franciaország

| 2016. augusztus 7. 19:50 (0:50) | Franciaország (FRA) | 25–23       | Tunézia (TUN) | Future Arena, Rio de Janeiro Játékvezetők: Geipel, Helbig (GER) |
| 2016. augusztus 7. 19:50 (0:50) | Mahé 5              | (16–11)     | Tej 6         | Future Arena, Rio de Janeiro Játékvezetők: Geipel, Helbig (GER) |
| 2016. augusztus 7. 19:50 (0:50) | 1× 3×               | Jegyzőkönyv | 6× 4×         | Future Arena, Rio de Janeiro Játékvezetők: Geipel, Helbig (GER) |

| 2016. augusztus 9. 14:40 (19:40) | Tunézia (TUN) | 23–31       | Dánia (DEN)       | Future Arena, Rio de Janeiro Játékvezetők: Pinto, Menezes (BRA) |
| 2016. augusztus 9. 14:40 (19:40) | Jallouz 5     | (10–16)     | Mortensen, Svan 8 | Future Arena, Rio de Janeiro Játékvezetők: Pinto, Menezes (BRA) |
| 2016. augusztus 9. 14:40 (19:40) | 2× 1×         | Jegyzőkönyv | 3× 3×             | Future Arena, Rio de Janeiro Játékvezetők: Pinto, Menezes (BRA) |

| 2016. augusztus 11. 09:30 (14:30) | Tunézia (TUN) | 25–25       | Katar (QAT) | Future Arena, Rio de Janeiro Játékvezetők: Gjeding, Hansen (DEN) |
| 2016. augusztus 11. 09:30 (14:30) | Boughanmi 8   | (12–11)     | Capote 12   | Future Arena, Rio de Janeiro Játékvezetők: Gjeding, Hansen (DEN) |
| 2016. augusztus 11. 09:30 (14:30) | 6× 2×         | Jegyzőkönyv | 5× 2×       | Future Arena, Rio de Janeiro Játékvezetők: Gjeding, Hansen (DEN) |

| 2016. augusztus 13. 21:50 (02:50) | Argentína (ARG) | 23–21       | Tunézia (TUN) | Future Arena, Rio de Janeiro Játékvezetők: Koo, Lee (KOR) |
| 2016. augusztus 13. 21:50 (02:50) | Pizarro 7       | (14–10)     | Boughanmi 8   | Future Arena, Rio de Janeiro Játékvezetők: Koo, Lee (KOR) |
| 2016. augusztus 13. 21:50 (02:50) | 5× 3×           | Jegyzőkönyv | 4× 4× 1×      | Future Arena, Rio de Janeiro Játékvezetők: Koo, Lee (KOR) |

| 2016. augusztus 15. 19:50 (00:50) | Horvátország (CRO) | 41–26       | Tunézia (TUN) | Future Arena, Rio de Janeiro Játékvezetők: Coulibaly, Diabaté (CIV) |
| 2016. augusztus 15. 19:50 (00:50) | Karačić 9          | (25–10)     | Boughanmi 7   | Future Arena, Rio de Janeiro Játékvezetők: Coulibaly, Diabaté (CIV) |
| 2016. augusztus 15. 19:50 (00:50) | 4× 2×              | Jegyzőkönyv | 1× 1×         | Future Arena, Rio de Janeiro Játékvezetők: Coulibaly, Diabaté (CIV) |

| Csapat        | Helyezés |
| ------------- | -------- |
| Tunézia (TUN) | 12.      |

## Ökölvívás
Férfi
| Versenyző       | Versenyszám | Selejtező                      | Nyolcaddöntő               | Negyeddöntő       | Elődöntő          | Döntő             | Helyezés |
| Versenyző       | Versenyszám | Ellenfél Eredmény              | Ellenfél Eredmény          | Ellenfél Eredmény | Ellenfél Eredmény | Ellenfél Eredmény | Helyezés |
| --------------- | ----------- | ------------------------------ | -------------------------- | ----------------- | ----------------- | ----------------- | -------- |
| Bilel Mhamdi    | Harmatsúly  | Inkululeko Suntele (LES) · 3-0 | Alberto Melián (ARG) · 0-3 | kiesett           | kiesett           | kiesett           | 9.       |
| Hassen Chaktami | Nehézsúly   | erőnyerő                       | Clemente Russo (ITA) · 0-3 | kiesett           | kiesett           | kiesett           | 9.       |

## Röplabda

### Strandröplabda

#### Férfi
| Versenyző                                 | Csoportkör | Csoportkör | 16 közé jutásért  | Nyolcaddöntő      | Negyeddöntő       | Elődöntő          | Döntő             | Helyezés |
| Versenyző                                 | Ellenfél Eredmény | Hely.      | Ellenfél Eredmény | Ellenfél Eredmény | Ellenfél Eredmény | Ellenfél Eredmény | Ellenfél Eredmény | Helyezés |
| ----------------------------------------- | --- | ---------- | ----------------- | ----------------- | ----------------- | ----------------- | ----------------- | -------- |
| Choaib Belhaj Salah Mohamed Arafet Naceur | C csoport · Egyesült Államok (USA) · Phil Dalhausser · Nick Lucena · 7–21, 13–21 · Olaszország (ITA) · Daniele Lupo · Paolo Nicolai · 17–21, 13–21 · Mexikó (MEX) · Lombardo Ontiveros · Juan Virgen · 10–21, 10–21 | 4.         | kiesett           | kiesett           | kiesett           | kiesett           | kiesett           | 19.      |

## Sportlövészet
Női
| Versenyző   | Versenyszám   | Selejtező      | Selejtező      | Elődöntő | Elődöntő | Döntő   | Döntő    |
| Versenyző   | Versenyszám   | Pont           | Helyezés       | Pont     | Helyezés | Pont    | Helyezés |
| ----------- | ------------- | -------------- | -------------- | -------- | -------- | ------- | -------- |
| Olfa Charni | Légpisztoly   | 384            | 9.             |          |          | kiesett | kiesett  |
| Olfa Charni | Sportpisztoly | nem fejezte be | nem fejezte be | kiesett  | kiesett  | kiesett | kiesett  |

## Súlyemelés
Férfi
| Versenyző      | Versenyszám | Szakítás | Szakítás | Lökés                    | Lökés                    | Összesen | Helyezés |
| Versenyző      | Versenyszám | Eredmény | Helyezés | Eredmény                 | Helyezés                 | Összesen | Helyezés |
| -------------- | ----------- | -------- | -------- | ------------------------ | ------------------------ | -------- | -------- |
| Karem Ben Hnia | 69 kg       | 147      | 5.       | érvényes kísérlet nélkül | érvényes kísérlet nélkül | kiesett  | kiesett  |

Női
| Versenyző   | Versenyszám | Szakítás | Szakítás | Lökés    | Lökés    | Összesen | Helyezés |
| Versenyző   | Versenyszám | Eredmény | Helyezés | Eredmény | Helyezés | Összesen | Helyezés |
| ----------- | ----------- | -------- | -------- | -------- | -------- | -------- | -------- |
| Yosra Dhieb | +75 kg      | 111      | 13.      | 138      | 11.      | 249      | 11.      |

## Taekwondo
Férfi
| Versenyző        | Versenyszám | Nyolcaddöntő                   | Negyeddöntő              | Elődöntő                        | Vigaszág elődöntő | Bronz- mérkőzés           | Döntő             | Helyezés |
| Versenyző        | Versenyszám | Ellenfél Eredmény              | Ellenfél Eredmény        | Ellenfél Eredmény               | Ellenfél Eredmény | Ellenfél Eredmény         | Ellenfél Eredmény | Helyezés |
| ---------------- | ----------- | ------------------------------ | ------------------------ | ------------------------------- | ----------------- | ------------------------- | ----------------- | -------- |
| Oussama Oueslati | Váltósúly   | Nikita Rafalovich (UZB) · 11-8 | Liu Wei-ting (TPE) · 1-0 | Cheick Sallah Cissé (CIV) · 6-7 |                   | Steven López (USA) · 14-5 |                   |          |
| Yassine Trabelsi | Nehézsúly   | Rafael Alba (CUB) · 4-13       | kiesett                  | kiesett                         |                   |                           |                   | 11.      |

Női
| Versenyző     | Versenyszám | Nyolcaddöntő            | Negyeddöntő       | Elődöntő          | Vigaszág elődöntő | Bronz- mérkőzés   | Döntő             | Helyezés |
| Versenyző     | Versenyszám | Ellenfél Eredmény       | Ellenfél Eredmény | Ellenfél Eredmény | Ellenfél Eredmény | Ellenfél Eredmény | Ellenfél Eredmény | Helyezés |
| ------------- | ----------- | ----------------------- | ----------------- | ----------------- | ----------------- | ----------------- | ----------------- | -------- |
| Rahma Ben Ali | Pehelysúly  | Hamada Maju (JPN) · 0-9 | kiesett           | kiesett           |                   |                   |                   | 11.      |

## Tenisz
Férfi
| Versenyző        | Versenyszám | 64-es főtábla                            | 32-es főtábla     | Nyolcaddöntő      | Negyeddöntő       | Elődöntő          | Bronz- mérkőzés   | Döntő             | Helyezés |
| Versenyző        | Versenyszám | Ellenfél Eredmény                        | Ellenfél Eredmény | Ellenfél Eredmény | Ellenfél Eredmény | Ellenfél Eredmény | Ellenfél Eredmény | Ellenfél Eredmény | Helyezés |
| ---------------- | ----------- | ---------------------------------------- | ----------------- | ----------------- | ----------------- | ----------------- | ----------------- | ----------------- | -------- |
| Málek el-Zsazíri | Egyes       | Jo-Wilfried Tsonga (FRA) · 6-4, 5-7, 3-6 | kiesett           | kiesett           | kiesett           | kiesett           | kiesett           | kiesett           | 33.      |

Női
| Versenyző    | Versenyszám | 64-es főtábla                               | 32-es főtábla     | Nyolcaddöntő      | Negyeddöntő       | Elődöntő          | Bronz- mérkőzés   | Döntő             | Helyezés |
| Versenyző    | Versenyszám | Ellenfél Eredmény                           | Ellenfél Eredmény | Ellenfél Eredmény | Ellenfél Eredmény | Ellenfél Eredmény | Ellenfél Eredmény | Ellenfél Eredmény | Helyezés |
| ------------ | ----------- | ------------------------------------------- | ----------------- | ----------------- | ----------------- | ----------------- | ----------------- | ----------------- | -------- |
| Unsz Dzsábir | Egyes       | Darja Kaszatkina (RUS) · 6-3, 6-7(4–7), 1-6 | kiesett           | kiesett           | kiesett           | kiesett           | kiesett           | kiesett           | 33.      |

## Úszás
Férfi
| Versenyző         | Versenyszám      | Előfutam | Előfutam | Előfutam | Elődöntő | Elődöntő | Elődöntő | Döntő     | Döntő    |
| Versenyző         | Versenyszám      | Idő      | Hely.    | Össz.    | Idő      | Hely.    | Össz.    | Idő       | Helyezés |
| ----------------- | ---------------- | -------- | -------- | -------- | -------- | -------- | -------- | --------- | -------- |
| Ahmed Mathlouthi  | 200 m gyors      | 1:50,39  | 7.*      | 41.*     | kiesett  | kiesett  | kiesett  | kiesett   | kiesett  |
| Ahmed Mathlouthi  | 400 m gyors      | 3:52,00  | 2.       | 35.      |          |          |          | kiesett   | kiesett  |
| Ahmed Mathlouthi  | 200 m vegyes     | 2:04,95  | 6.       | 27.      | kiesett  | kiesett  | kiesett  | kiesett   | kiesett  |
| Uszáma el-Mellúli | 1500 m gyors     | 15:07,78 | 1.       | 21.      |          |          |          | kiesett   | kiesett  |
| Uszáma el-Mellúli | 10 km nyílt vízi |          |          |          |          |          |          | 1:53:06,1 | 12.      |

* - egy másik versenyzővel azonos időt ért el

## Vitorlázás
Férfi
| Versenyző      | Versenyszám | Futam | Futam | Futam | Futam | Futam | Futam | Futam | Futam | Futam | Futam | Futam   | Pontszám | Helyezés |
| Versenyző      | Versenyszám | 1     | 2     | 3     | 4     | 5     | 6     | 7     | 8     | 9     | 10    | É       | Pontszám | Helyezés |
| -------------- | ----------- | ----- | ----- | ----- | ----- | ----- | ----- | ----- | ----- | ----- | ----- | ------- | -------- | -------- |
| Youssef Akrout | Laser       | 21    | 29    | 34    | 26    | (38)  | 32    | 37    | 35    | 16    | 27    | kiesett | 257      | 34.      |

Női
| Versenyző  | Versenyszám  | Futam | Futam | Futam | Futam | Futam | Futam | Futam | Futam | Futam | Futam | Futam   | Pontszám | Helyezés |
| Versenyző  | Versenyszám  | 1     | 2     | 3     | 4     | 5     | 6     | 7     | 8     | 9     | 10    | É       | Pontszám | Helyezés |
| ---------- | ------------ | ----- | ----- | ----- | ----- | ----- | ----- | ----- | ----- | ----- | ----- | ------- | -------- | -------- |
| Ines Gmati | Laser radial | 28    | 23    | 31    | 23    | 21    | 31    | 19    | 28    | 31    | (34)  | kiesett | 235      | 30.      |

Vegyes
| Versenyző                 | Versenyszám | Futam | Futam | Futam | Futam | Futam | Futam | Futam | Futam | Futam | Futam | Futam | Futam | Futam   | Pontszám | Helyezés |
| Versenyző                 | Versenyszám | 1     | 2     | 3     | 4     | 5     | 6     | 7     | 8     | 9     | 10    | 11    | 12    | É       | Pontszám | Helyezés |
| ------------------------- | ----------- | ----- | ----- | ----- | ----- | ----- | ----- | ----- | ----- | ----- | ----- | ----- | ----- | ------- | -------- | -------- |
| Hedi Gharbi Rihab Hammami | Nacra 17    | 18    | (21)  | 18    | 21    | 19    | 20    | 20    | 18    | 20    | 19    | 18    | 20    | kiesett | 211      | 20.      |

## Vívás
Férfi
| Versenyző             | Versenyszám  | Selejtező         | 32-es főtábla                   | Nyolcaddöntő      | Negyeddöntő       | Elődöntő          | Bronz- mérkőzés   | Döntő             | Helyezés |
| Versenyző             | Versenyszám  | Ellenfél Eredmény | Ellenfél Eredmény               | Ellenfél Eredmény | Ellenfél Eredmény | Ellenfél Eredmény | Ellenfél Eredmény | Ellenfél Eredmény | Helyezés |
| --------------------- | ------------ | ----------------- | ------------------------------- | ----------------- | ----------------- | ----------------- | ----------------- | ----------------- | -------- |
| Mohamed Ayoub Ferjani | Tőr, egyéni  | erőnyerő          | James-Andrew Davis (GBR) · 7-15 | kiesett           | kiesett           | kiesett           | kiesett           | kiesett           | 29.      |
| Farès Ferjani         | Kard, egyéni |                   | Aldo Montano (ITA) · 11-15      | kiesett           | kiesett           | kiesett           | kiesett           | kiesett           | 25.      |

Női
| Versenyző     | Versenyszám       | Selejtező         | 32-es főtábla               | Nyolcaddöntő                      | Negyeddöntő                           | Elődöntő                        | Bronz- mérkőzés             | Döntő             | Helyezés |
| Versenyző     | Versenyszám       | Ellenfél Eredmény | Ellenfél Eredmény           | Ellenfél Eredmény                 | Ellenfél Eredmény                     | Ellenfél Eredmény               | Ellenfél Eredmény           | Ellenfél Eredmény | Helyezés |
| ------------- | ----------------- | ----------------- | --------------------------- | --------------------------------- | ------------------------------------- | ------------------------------- | --------------------------- | ----------------- | -------- |
| Ínesz Búbakri | Tőr, egyéni       | erőnyerő          | Noura Mohamed (EGY) · 15-4  | Nisioka Siho (JPN) · 15-10        | Eleanor Harvey (CAN) · 15-13          | Elisa Di Francisca (ITA) · 9-12 | Aida Sanajeva (RUS) · 15-11 |                   |          |
| Sarra Besbes  | Párbajtőr, egyéni | erőnyerő          | Rayssa Costa (BRA) · 15-8   | Erika Kirpu (EST) · 15-11         | Szun Ji-ven (Sun Yiwen) (CHN) · 11-14 | kiesett                         | kiesett                     | kiesett           | 5.       |
| Azza Besbes   | Kard, egyéni      | erőnyerő          | Səbinə Mikina (AZE) · 15-12 | Małgorzata Kozaczuk (POL) · 15-12 | Manon Brunet (FRA) · 14-15            | kiesett                         | kiesett                     | kiesett           | 6.       |